# 和歌山市立博物館
和歌山市立博物館（わかやましりつはくぶつかん、Wakayama City Museum）は、和歌山県和歌山市にある博物館。和歌山城の築城から400年経ったのを記念して昭和60年（1985年）11月1日に開館した
。施設は和歌山市民図書館に隣接している。道路を隔てて和歌山市民会館とも接している。
常設展示室では、和歌山市の原始時代から戦後復興期までの歴史から紀州徳川家の資料など、和歌山市の文化歴史に関する展示を行っている。

## 利用情報
- 開館時間
  - 午前9時 - 午後5時（ただし、入館は午後4時30分まで）
- 休館日
  - 月曜日、祝日の翌日（月曜日が祝日の場合は開館、翌日は休館）
  - 6月21日 - 6月28日（館内燻蒸のため、毎年、時期は変動）
  - 12月28日 - 1月4日（年末年始）
- 入館料
  - 一般 - 250円
  - 高大生 - 150円
  - 小中生 - 100円

毎土曜日は小中高生無料

## 主な収蔵品
- 紙本淡彩夏景山水図（野呂介石）
- 紙本淡彩円居の図（塩路鶴堂画）
- 南飛図（川端竜子）
- 父母状（李梅溪）
- 男山焼染付鉢[2]

## アクセス
- 南海和歌山市駅下車、徒歩5分
- JR和歌山駅から和歌山バス『南海和歌山市駅』下車、徒歩5分

## 周辺
- 和歌山城ホール
- 和歌山市民図書館
- 和歌山市立こども科学館
- 旧西本組本社ビル